# Carcen-Ponson
Pour les articles homonymes, voir Ponson (homonymie).
Carcen-Ponson [kaʁsɛ̃ pɔ̃sɔ̃] est une commune française située dans le département des Landes en région Nouvelle-Aquitaine.

## Géographie

### Localisation
Commune située dans les Landes de Gascogne.

### Communes limitrophes
Les communes limitrophes sont  Beylongue, Bégaar, Carcarès-Sainte-Croix, Lesgor, Rion-des-Landes, Saint-Yaguen et Tartas.
| Rion-des-Landes | Beylongue     |                       |
| Lesgor          | Carcen-Ponson | Saint-Yaguen          |
| Bégaar          | Tartas        | Carcarès-Sainte-Croix |

### Hydrographie
Le Retjons, affluent droit de la Midouze dans le bassin versant de l'Adour, traverse le territoire de la commune.

### Climat
Pour des articles plus généraux, voir Climat de la Nouvelle-Aquitaine et Climat des Landes.
Historiquement, la commune est exposée à un climat océanique aquitain.  
En 2020, Météo-France publie une typologie des climats de la France métropolitaine dans laquelle la commune est exposée à un climat océanique et est dans la région climatique  Aquitaine, Gascogne, caractérisée par une pluviométrie abondante au printemps, modérée en automne, un faible ensoleillement au printemps, un été chaud (19,5 °C), des vents faibles, des brouillards fréquents en automne et en hiver et des orages fréquents en été (15 à 20 jours).
Pour la période 1971-2000, la température annuelle moyenne est de 13,3 °C, avec une amplitude thermique annuelle de 14,2 °C. Le cumul annuel moyen de précipitations est de 1 115 mm, avec 12,4 jours de précipitations en janvier et 7,4 jours en juillet. Pour la période 1991-2020, la température moyenne annuelle observée sur la station météorologique la plus proche, située sur la commune de Bégaar à 7 km à vol d'oiseau, est de 13,8 °C et le cumul annuel moyen de précipitations est de 1 114,1 mm,. Pour l'avenir, les paramètres climatiques de la commune estimés pour 2050 selon différents scénarios d’émission de gaz à effet de serre sont consultables sur un site dédié publié par Météo-France en novembre 2022.

## Urbanisme

### Typologie
Au 1er janvier 2024, Carcen-Ponson est catégorisée commune rurale à habitat dispersé, selon la nouvelle grille communale de densité à sept niveaux définie par l'Insee en 2022.
Elle est située hors unité urbaine. Par ailleurs la commune fait partie de l'aire d'attraction de Mont-de-Marsan, dont elle est une commune de la couronne,. Cette aire, qui regroupe 101 communes, est catégorisée dans les aires de 50 000 à moins de 200 000 habitants,.

### Occupation des sols

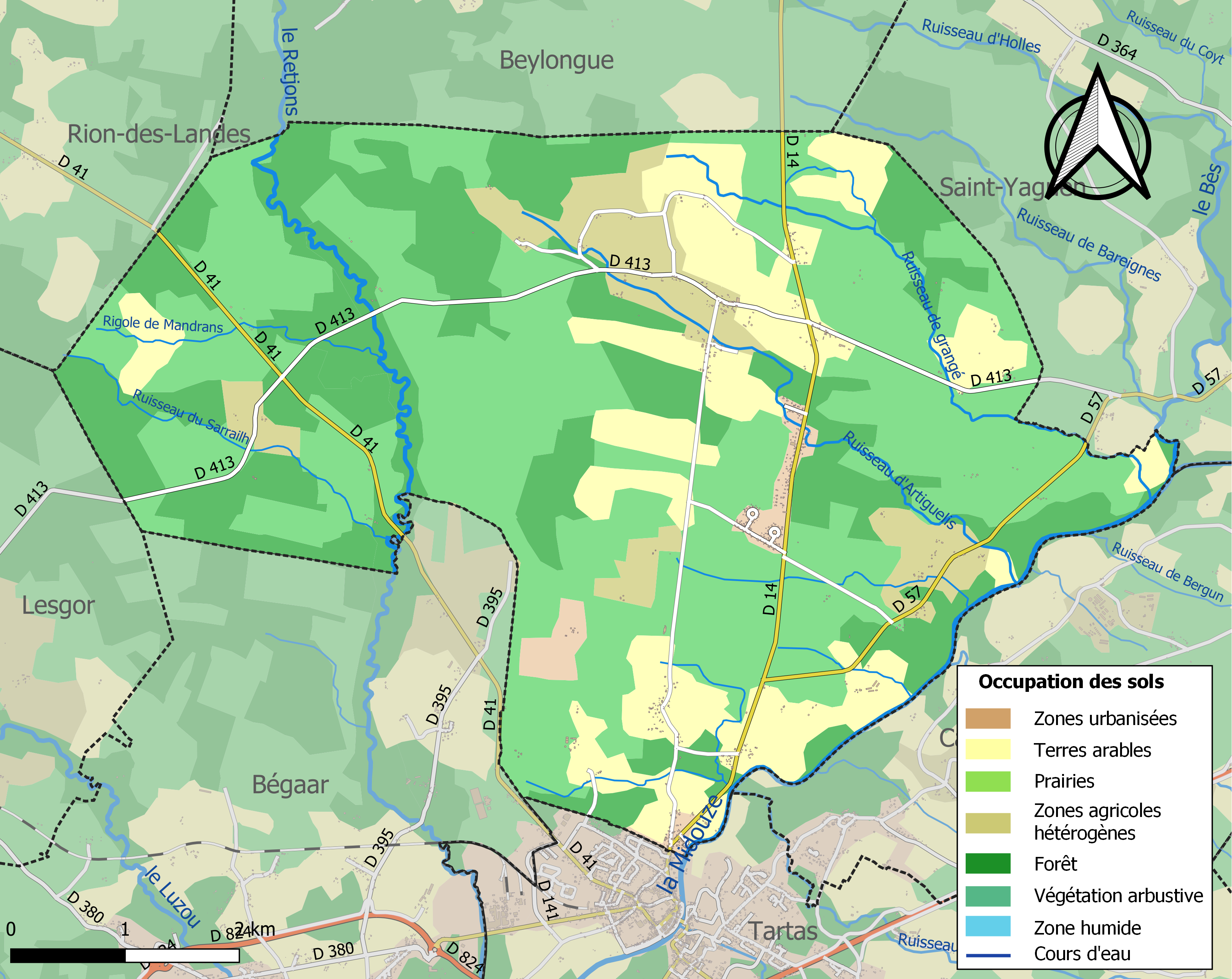
Carte des infrastructures et de l'occupation des sols de la commune en 2018 (CLC).

L'occupation des sols de la commune, telle qu'elle ressort de la base de données européenne d’occupation biophysique des sols Corine Land Cover (CLC), est marquée par l'importance des forêts et milieux semi-naturels (74,6 % en 2018), en diminution par rapport à 1990 (78,7 %). La répartition détaillée en 2018 est la suivante : milieux à végétation arbustive et/ou herbacée (46,9 %), forêts (27,7 %), terres arables (16,4 %), zones agricoles hétérogènes (7,2 %), zones urbanisées (1,1 %), zones industrielles ou commerciales et réseaux de communication (0,7 %). L'évolution de l’occupation des sols de la commune et de ses infrastructures peut être observée sur les différentes représentations cartographiques du territoire : la carte de Cassini (XVIIIe siècle), la carte d'état-major (1820-1866) et les cartes ou photos aériennes de l'IGN pour la période actuelle (1950 à aujourd'hui).

### Risques majeurs
Le territoire de la commune de Carcen-Ponson est vulnérable à différents aléas naturels : météorologiques (tempête, orage, neige, grand froid, canicule ou sécheresse), inondations, feux de forêts, mouvements de terrains et séisme (sismicité faible). Il est également exposé à un risque technologique,  le transport de matières dangereuses. Un site publié par le BRGM permet d'évaluer simplement et rapidement les risques d'un bien localisé soit par son adresse soit par le numéro de sa parcelle.

#### Risques naturels
Certaines parties du territoire communal sont susceptibles d’être affectées par le risque d’inondation par débordement de cours d'eau, notamment la Midouze, le Bès et le Retjons. La commune a été reconnue en état de catastrophe naturelle au titre des dommages causés par les inondations et coulées de boue survenues en 1999, 2009 et 2020 et au titre des inondations par remontée de nappe en 2020,.
Carcen-Ponson est exposée au risque de feu de forêt. Depuis le 20 avril 2016, les départements de la Gironde, des Landes et de Lot-et-Garonne disposent d’un règlement interdépartemental de protection de la forêt contre les incendies. Ce règlement vise à mieux prévenir les incendies de forêt, à faciliter les interventions des services et à limiter les conséquences, que ce soit par le débroussaillement, la limitation de l’apport du feu ou la réglementation des activités en forêt. Il définit en particulier cinq niveaux de vigilance croissants auxquels sont associés différentes mesures,.
Les mouvements de terrains susceptibles de se produire sur la commune sont des tassements différentiels.

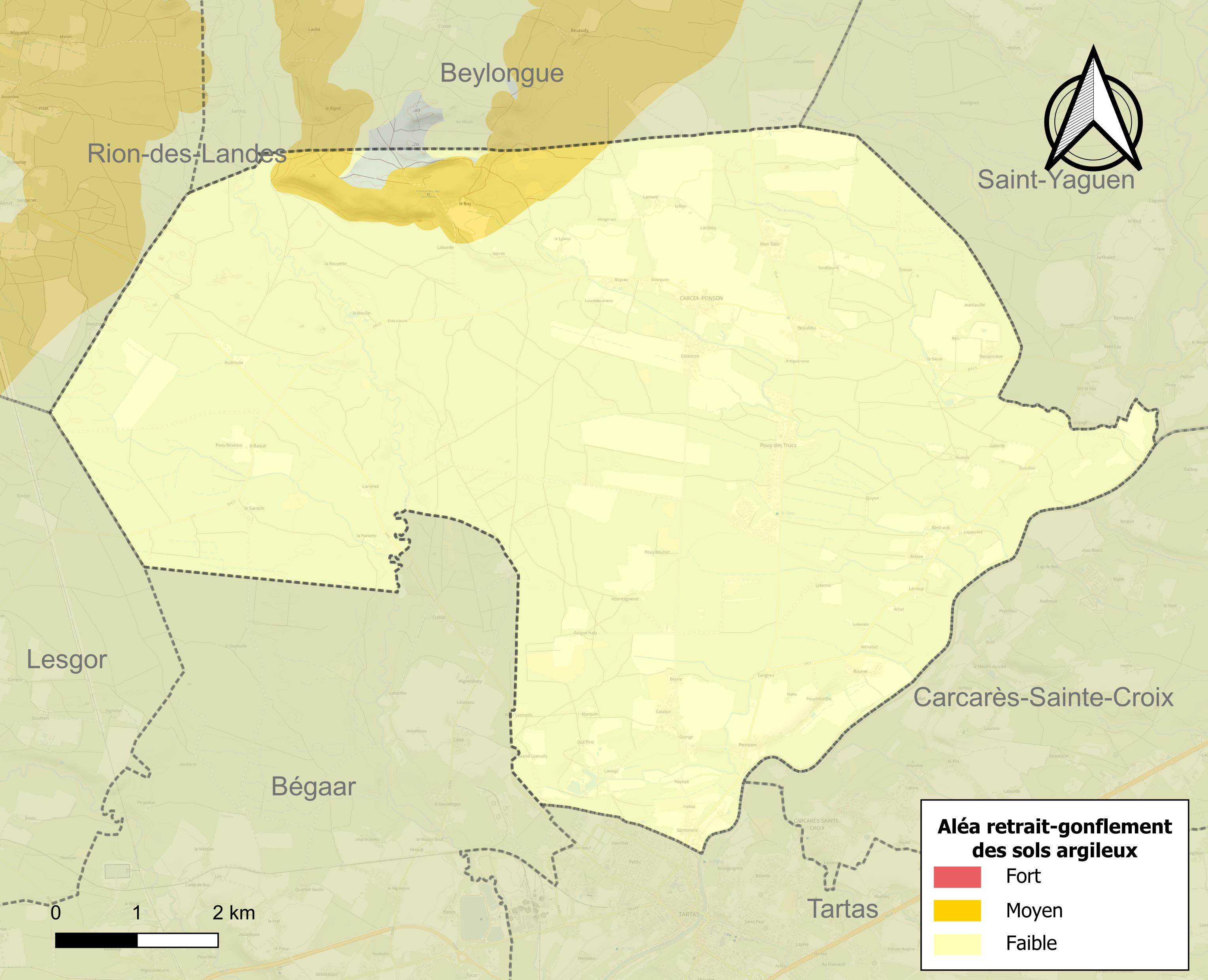
Carte des zones d'aléa retrait-gonflement des sols argileux de Carcen-Ponson.

Le retrait-gonflement des sols argileux est susceptible d'engendrer des dommages importants aux bâtiments en cas d’alternance de périodes de sécheresse et de pluie. 3,8 % de la superficie communale est en aléa moyen ou fort (19,2 % au niveau départemental et 48,5 % au niveau national). Sur les 314 bâtiments dénombrés sur la commune en 2019,  1 sont en aléa moyen ou fort, soit 0 %, à comparer aux 17 % au niveau départemental et 54 % au niveau national. Une cartographie de l'exposition du territoire national au retrait gonflement des sols argileux est disponible sur le site du BRGM,.
Concernant les mouvements de terrains, la commune a été reconnue en état de catastrophe naturelle au titre des dommages causés par des mouvements de terrain en 1999.

#### Risques technologiques
Le risque de transport de matières dangereuses sur la commune est lié à sa traversée par une ou des infrastructures routières ou ferroviaires importantes ou la présence d'une canalisation de transport d'hydrocarbures. Un accident se produisant sur de telles infrastructures est susceptible d’avoir des effets graves sur les biens, les personnes ou l'environnement, selon la nature du matériau transporté. Des dispositions d’urbanisme peuvent être préconisées en conséquence.

## Politique et administration
| Période                                  | Période      | Identité        | Étiquette | Qualité                     |
| ---------------------------------------- | ------------ | --------------- | --------- | --------------------------- |
| ?                                        | 1981         | André Lassalle  |           |                             |
| 1981                                     | octobre 2005 | Bernard Laborde | PCF       | Agriculteur                 |
| novembre 2005                            | En cours     | Sabine Dehez    | PCF       | Ancienne directrice de CIAS |
| Les données manquantes sont à compléter. |              |                 |           |                             |

## Démographie
| 1793 | 1800 | 1806 | 1821 | 1831 | 1836 | 1841 | 1846 | 1851 |
| ---- | ---- | ---- | ---- | ---- | ---- | ---- | ---- | ---- |
| 243  | 237  | 234  | 257  | 272  | 534  | 530  | 585  | 566  |

| 1856 | 1861 | 1866 | 1872 | 1876 | 1881 | 1886 | 1891 | 1896 |
| ---- | ---- | ---- | ---- | ---- | ---- | ---- | ---- | ---- |
| 641  | 656  | 655  | 700  | 697  | 687  | 703  | 703  | 677  |

| 1901 | 1906 | 1911 | 1921 | 1926 | 1931 | 1936 | 1946 | 1954 |
| ---- | ---- | ---- | ---- | ---- | ---- | ---- | ---- | ---- |
| 690  | 689  | 723  | 685  | 635  | 618  | 600  | 564  | 525  |

| 1962 | 1968 | 1975 | 1982 | 1990 | 1999 | 2006 | 2007 | 2012 |
| ---- | ---- | ---- | ---- | ---- | ---- | ---- | ---- | ---- |
| 560  | 566  | 538  | 556  | 600  | 566  | 588  | 591  | 640  |

| 2017 | 2022 | - | - | - | - | - | - | - |
| ---- | ---- | - | - | - | - | - | - | - |
| 634  | 631  | - | - | - | - | - | - | - |

## Lieux et monuments
- Église Saint-Roch de Carcen.
- Église Saint-Jean-Baptiste de Ponson.